# Trisha Yearwood
Trisha Yearwood (Monticello, Georgia; 19 de septiembre de 1964) es una cantante estadounidense de música country.
Comenzó su carrera en Nashville, Tennessee, donde era estudiante en la Belmont University. Su primer sencillo fue "She's in Love with the Boy" en 1991.
Se casó por primera vez con Christopher Latham en 1987 pero se divorciaron en 1991. Trisha después se casó con Robert Reynolds, miembro del grupo country The Mavericks, el 21 de mayo de 1994, y se divorciaron en 1999.
El 25 de mayo de 2005, Yearwood se prometió con Garth Brooks, un amigo suyo y otra super-estrella del country, ante 7000 fanes. El 10 de diciembre de 2005, se casaron en una ceremonia privada en su casa en Oklahoma. Fue el segundo matrimonio para él y el tercero para ella. Brooks tiene tres hijos de su primer matrimonio; Yearwood no tiene ninguno.
Yearwood dice que Linda Ronstadt es su mayor influencia en música, y se notan el sonido y efectos vocales de ella en la música de Yearwood. Otras influencias incluyen Emmylou Harris, Patsy Cline, y Elvis Presley.
Su último disco, estrenado en 2005, vio un retorno a un sonido más puro de country después del sonido más pop de sus previos discos.
Yearwood ha ganado tres premios Grammy, entre muchas nominaciones. También ha ganado premios de la Country Music Association y la Academy of Country Music para La Mejor Cantante (CMA en 1997 y 1998; ACM en 1997).

## Sencillos
| Año  | Título                               | Posición   | Posición   | Disco         |
| Año  | Título                               | US Hot 100 | US Country | Disco         |
| 1991 | "She's In Love With The Boy"         | -          | #1         |               |
| 1991 | "Like We Never Had A Broken Heart"   | -          | #4         |               |
| 1992 | "Wrong Side Of Memphis"              | -          | #5         |               |
| 1992 | "The Woman Before Me"                | -          | #4         |               |
| 1992 | "That's What I Like About You"       | -          | #8         |               |
| 1993 | "You Say You Will"                   | -          | #12        |               |
| 1993 | "Walkaway Joe"                       | -          | #2         |               |
| 1993 | "The Song Remembers When"            | #82        | #2         |               |
| 1993 | "Down On My Knees"                   | -          | #19        |               |
| 1994 | "Xxx's And Ooo's (An American Girl)" | -          | #1         |               |
| 1994 | "Better Your Heart Than Mine"        | -          | #21        |               |
| 1995 | "You Can Sleep While I Drive"        | -          | #23        |               |
| 1995 | "Thinkin' About You"                 | -          | #1         |               |
| 1995 | "It Wasn't His Child"                | -          | #60        |               |
| 1995 | "I Wanna Go Too Far"                 | -          | #9         |               |
| 1996 | "On A Bus To St. Cloud"              | -          | #59        |               |
| 1996 | "Believe Me Baby (I Lied)"           | -          | #1         |               |
| 1997 | "In Another's Eyes"                  | -          | #2         |               |
| 1997 | "I Need You"                         | -          | #36        |               |
| 1997 | "Everybody Knows"                    | -          | #3         |               |
| 1998 | "Where Your Road Leads"              | -          | #18        |               |
| 1998 | "There Goes My Baby"                 | #93        | #2         |               |
| 1998 | "Perfect Love"                       | -          | #1         |               |
| 1999 | "Reindeer Boogie"                    | -          | #63        |               |
| 1999 | "Powerful Thing"                     | #50        | #6         |               |
| 1999 | "I'll Still Love You More"           | #65        | #10        |               |
| 2000 | "You're Where I Belong"              | -          | #71        |               |
| 2000 | "Where Are You Now"                  | -          | #45        |               |
| 2000 | "Real Live Woman"                    | #81        | #16        |               |
| 2001 | "I Would've Loved You Anyway"        | #44        | #4         |               |
| 2002 | "Inside Out"                         | -          | #31        |               |
| 2002 | "I Don't Paint Myself Into Corners"  | -          | #47        |               |
| 2005 | "Trying To Love You"                 | -          |            |               |
| 2005 | "Georgia Rain"                       | #78        | #15        | Jasper County |

## Discos
| Año  | Título                  | Posición (EE. UU.)            | Posición (EE. UU.)  |
| Año  | Título                  | Top Billboard 200 Album Chart | Country Album Chart |
| 1991 | Trisha Yearwood         | #31                           | #2                  |
| 1992 | Hearts In Armor         | #46                           | #12                 |
| 1993 | The Song Remembers When | #40                           | #6                  |
| 1995 | Thinkin About You       | #28                           | #3                  |
| 1996 | Everybody Knows         | #52                           | #6                  |
| 1998 | Where Your Road Leads   | #33                           | #3                  |
| 2000 | Real Live Woman         | #27                           | #4                  |
| 2001 | Inside Out              | #29                           | #1                  |
| 2005 | Jasper County           | #4                            | #1                  |